# Miguel Dociano
Miguel Dociano (em grego: Μιχαήλ Δοκειανός; romaniz.: Michaél Dokeianós; m. 1050), erroneamente chamado Duciano (em grego: Δουκειανός; romaniz.: Doukeianós) por alguns escritores modernos, foi um nobre e líder militar bizantino, que casou-se com uma membro da família Comneno. Esteve ativo na Sicília sobre Jorge Maniaces antes de ir ao sul da Itália como catepano da Itália em 1040-1041. Foi reconvocado após ser duas vezes derrotado em batalha durante a revolta lombardo-normanda de 1041, um momento decisivo na eventual conquista normanda do sul da Itália. Ele é mencionado novamente em 1050, lutando contra um raide pechenegue na Trácia. Foi capturado durante batalha, mas conseguiu mutilar o líder pechenegue, após o que foi morto e mutilado.

## Vida

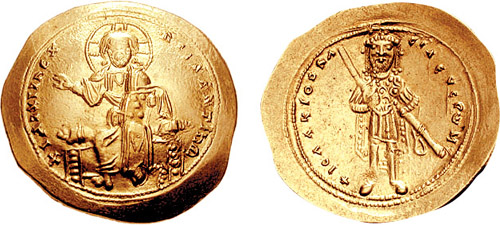
Histameno do imperador r.

O nome da família de Dociano é considerado como uma derivação de Dócia no Tema Armeníaco. A família apenas torna-se proeminente em meados do século XI, com Miguel sendo um dos primeiros a ser mencionado. Ele é geralmente considerado como o Dociano que casou-se com uma filha desconhecida de Manuel Erótico Comneno e irmã do futuro imperador Isaac I Comneno (r. 1057–1059), provavelmente c. 1030. Juntos, tiveram um filho, Teodoro Dociano. Segundo João Escilitzes, Miguel Dociano foi um homem simples e não era adequado para o comando, e segundo Konstantinos Varnos ele devia sua ascensão ao alto cargo à seu vínculo familiar com os Comnenos. Sabe-se que foi rico, e possuía propriedades na Paflagônia, possivelmente adjacente ou parte das propriedades da família Comneno na mesma região.

### Na Itália

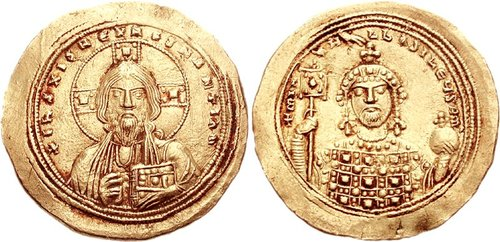
Histameno de r.

Mapa da região por volta do ano 1000.

Miguel Dociano é mencionado pela primeira vez em 1040, como protoespatário e duque, quando foi enviado pelo imperador Miguel IV, o Paflagônio (r. 1034–1040) para o sul da Itália para assumir o comando da província bizantina local como catepano da Itália. Antes disso, aparentemente era um membro da força expedicionária de Jorge Maniaces para conquistar a Sicília em 1038. Dociano chegou em terra firme em novembro de 1040, e a situação que encontrou era crítica: seu predecessor Nicéforo Dociano, provavelmente um parente, foi morto em janeiro em Ascoli num motim das tropas, que foi seguido por uma revolta em Taranto e a captura da capital, Bari, por Argiro, filho do líder lombardo Melo de Bari. Dociano enforcou e/ou cegou os chefes das várias revoltas, mas falhou em resolver a causa subjacente, o ressentimento generalizado quanto a taxação opressiva imposta pelo império como parte das preparações da expedição siciliana de Maniaces.
Dociano também ofereceu o governo da fortaleza estratégica de Melfi ao mercenário milanês Arduíno, com o título de topoterita. Arduíno serviu sob comandantes bizantinos anteriores como parte de um contingente normando, mas foi açoitado em uma disputa acerca da distribuição do saque tomado dos muçulmanos na Sicília (Guilherme da Apúlia alega que foi feito por Dociano, mas é possível que tivesse sido feito por seus predecessores, talvez Jorge Maniaces). O rancor de Arduíno contra os bizantinos agora deu frutos. Ele procurou a ajuda dos normandos que haviam se estabelecido na vizinha Aversa desde 1030, e recebeu um contingente de 300 homens, após a promessa de compartilhar seus ganhos igualmente com eles. Assim, em março de 1041, ele e seus homens tomaram Melfi. Os habitantes inicialmente opuseram-se a ele, mas posteriormente foram conquistados por Arduíno.
Os rebeldes rapidamente estenderam seu controle sobre as cidades vizinhas de Venosa, Ascoli e Lavelo. Dociano, que havia reimposto a ordem em Bari e a região circundante, marchou para encontrá-los com uma força incompleta e apressadamente reunida: muito do exército imperial ainda estava na Sicília, e Escilitzes escreve que Dociano apenas tomou os contingentes Opsiciano e parte do Tracesiano com ele, enquanto outras fontes também acrescentam que seu exército compreendia elementos da guarda varegue. Os dois exércitos entraram-se no rio Olivento, onde Dociano foi derrotado em uma batalha travada em 17 de março. Os rebeldes então moveram-se para sul em direção a costa, e em 4 de maio derrotaram outra força bizantina sob Dociano e outra batalha próximo de Canas, um campo que serviu como sítio para a famosa batalha de 216 a.C. e o primeiro confronto normando no sul da Itália em 1018. Os Anais Barenses alegam, com claro exagero, que 2 000 normandos derrotaram 18 000 bizantinos, Mas seja quais forem os números reais, parece que os bizantinos superaram as forças rebeldes. Dociano caiu de seu cavalo durante a batalha e quase foi capturado, porém foi resgatado por um escudeiro.

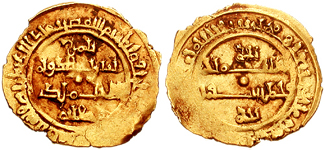
Dinar de Roberto Guiscardo emitido em Tari em 1072

No rescaldo da batalha, ambos os lados permaneceram quiescentes. Os lombardos e normandos provavelmente estavam exaustos e podem ter sofridos pesadas baixas, enquanto os bizantinos reagruparam: Dociano foi reconvocado e substituído por Exaugusto Boiano, enquanto as guarnições da Sicília foram transferida para a península italiana para enfrentar a ameaça rebelde. A retirada das forças imperiais da Sicília resultou no rápido colapso da posição imperial lá. Sob Maniaces, os bizantinos capturaram a porção oriental da ilha, mas por 1042, apenas Messina permaneceu em mãos bizantinas. No continente, Boiano não se saiu melhor que seu predecessor, sendo derrotado e levado prisioneiro na batalha de Montepeloso em setembro. Esta sucessão de derrotas assinalou o começo do fim do governo bizantino no sul da Itália, um processo concluído três décadas mais tarde com a queda de Bari para os normandos sob Roberto Guiscardo.

### Na Trácia

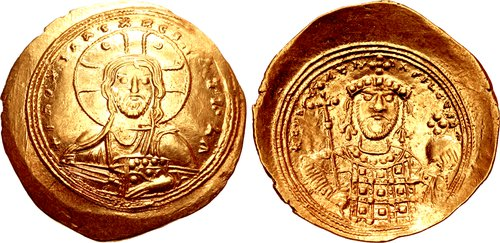
Histameno do imperador r.

Dociano reaparece em 1050, quando manteve os títulos de patrício e vestarca, como parte de uma expedição imperial contra os pechenegues que invadiram a Trácia. O comandante-em-chefe imperial, o eunuco prepósito Constantino, um favorito cortesão militarmente inexperiente do imperador Constantino IX Monômaco (r. 1042–1055), ouviu sua conselho de fortificar o acampamento do exército, mas quando os invasores apareceram diante de Adrianópolis, recusou-se a prestar atenção na opinião do magistro Constantino Arianita de aguardar e atacá-los em sua partida, e em vez disso marchou para encontrá-los no campo aberto de Basílica Libas, resultando numa derrota devastadora: Arianita pereceu, enquanto Dociano foi levado prisioneiro. Quando foi levado diante do líder pechenegue, contudo, Dociano pegou uma espada dum dos guardar e cortou o líder, cortando fora um de seus braços, após o que, enfurecido, os pechenegues mataram-o e, segundo Miguel Ataliata, abriram sua barriga, cortaram fora seus braços e pernas e colocaram-os nela.